# Unione dei comuni Lombarda Terre d'Oglio
Unione dei comuni Lombarda Terre d'Oglio è stata l'unione dei comuni di Commessaggio, Gazzuolo e San Martino dall'Argine, in provincia di Mantova, così denominata in giugno 2014.